# Буру
Буру (на индонезийски: Buru) е остров в Малайския архипелаг, третия по големина остров от Молукските острови, принадлежащ на Индонезия. Площ 9505 km². На юг и запад се мие от водите на море Банда, а на север и североизток – от водите на море Серам. На изток протока Манипа го отделя от остров Серам, а на север протока протока Пита – от групата острови Сула. Население 210 650 души (2020 г.), като две трети от тях са скорошни преселници от Ява и другите Молукски острови, а останалите са от местни етнически групи, най-значима сред които са буруанците. Релефът му е предимно планински, с максимална височина връх Гунунг Капламада (2429 m). Планините са изградени предимно от кайнозойски седиментни скали. Покрит е с влажни вечнозелени тропични гори. Основни експортни стоки са ценна дървесина, копра, подправки. Главен град е Намлеа, разположен на североизточния му бряг.